# يوهي توكوناجا
يوهي توكوناجا (徳永悠平) (ولد 25 سبتمبر 1983) هو لاعب كرة قدم ياباني، شارك في دورة الألعاب الاولمبية الصيفية عام 2004 في اليونان.

## روابط خارجية
1. ↑  "Yuhei Tokunaga Biography and Statistics". Sports Reference. مؤرشف من الأصل في 2018-06-27. اطلع عليه بتاريخ 2009-07-25.

- يوهي توكوناجا على موقع الاتحاد الدولي (مؤرشف)  (الإنجليزية)
- يوهي توكوناجا على موقع رابطة كرة القدم اليابانية للمحترفين (اليابانية)
- يوهي توكوناجا على موقع إي إس بي إن إف سي (الإنجليزية)
- يوهي توكوناجا على موقع قاعدة بيانات كرة القدم.إي يو (الإنجليزية)
- يوهي توكوناجا على موقع ناشيونال فوتبول تيمز (الإنجليزية)
- يوهي توكوناجا على موقع Soccerway.com (الإنجليزية)
- يوهي توكوناجا على موقع عالم كرة القدم.نت (الإنجليزية)
- يوهي توكوناجا على موقع أوليمبيديا (الإنجليزية)